# Год Змеи (рок-группа)
Год Змеи — российская рок-группа. На заре своего творчества коллектив исполнял композиции в стиле пост-гранж, позднее песни стали всё более и более походить на альтернативный рок.
Сами музыканты описывают своё творчество, как «порой жесткие и бескомпромиссные, порой — лиричные и задушевные песни, искренний драйв, волна мощной положительной энергии со сцены»:
После наших концертов люди, которым до этого было плохо, а кто-то вообще хотел покончить жизнь самоубийством, говорят, что теперь им хочется жить, хочется что-то делать. Нам самим бывает плохо, но всё же мы пытаемся донести до людей, что жизнь коротка, надо жить каждый день как последний – не терять ни минуты.— Алексей Марковников

## История

### «Сезон»
В 1998 году Алексей Марковников создал группу «Сезон». Группа добилась определённой популярности на региональном уровне, ездила с концертами по городам республики. Также усилиями Марковникова было создано «Рок-Кафе» в ДК «Химик», позже переехавшее в ДК УМПО, куда помимо «Сезона» приглашались и другие местные группы: «Сезон дождей», «Гнездо сарыча», «Lumen», «Ne.ru», «Калипсо».
«Сезон» просуществовал два года, в течение которых происходили постоянные изменения состава, и в середине 2000 года группа распалась: басист Влад Николаев и барабанщик Сергей Печищев ушли к Стасу Никоненко (экс-вокалисту «Нечто») и создали группу «Никола Стасюк». Оставшись один, в марте 2001 года Марковников создаёт новую группу из своих старых друзей по музыкальному цеху: ударника Эдуарда Нухова, ранее игравшего с Алексеем в группе «Джеф», басиста Дениса Лаптева из группы «Сезон дождей», гитаристом на тот момент стал Гера Орлов по прозвищу «Зак».
Группа, образованная 8 марта 2001 года в одном из маленьких кафе города Уфы, получила название «Год Змеи». Идея названия принадлежит всё тому же Марковникову, которого на тот момент поддержал в этой идее лишь звукорежиссёр группы Андрей Арямнов. В итоге было решено оставить название как «рабочее», а затем сменить, но за всё время существования коллектива ничего лучше придумано не было.

### «Секс и рок-н-ролл» (2001—2005)
В таком составе 1 мая 2001 года группа выступила на Первом городском открытом конкурсе молодёжной музыки «Майская Фритоника», где неожиданно выиграла Гран-При фестиваля и гитару «Fender». После этого «Год Змеи» претерпел некоторые изменения, несколько раз сменились гитаристы, в связи с таким непостоянством группа решила взять клавишника, Антона Иванова.
Всё это время готовился новый материал и в 2002 году группа своими силами выпустила дебютный альбом «Линия жизни». Запись диска велась полулегальным способом по ночам на студии одной из радиостанций.
«Год Змеи» периодически выступал в клубах Уфы и на разных сборных концертах. Наиболее заметными выступлениями стали «Майская Фритоника», День радио, День города, День рождения газеты «Московский Комсомолец в Уфе», акция «Страха НЕТ», где группа играла со знаменитыми группами «Чайф», «Сплин», «Мумий Тролль», а также поездки в города Чебоксары, Екатеринбург, Новосибирск и Москва.
К этому времени в группу пришёл постоянный гитарист Альберт Назмутдинов (группы «Сезон дождей», «Пупсы!»), а клавишник Антон Иванов её покинул. Его место занял Ярослав Гришай, и в таком составе в декабре 2003 года группа издала макси-сингл «Секс и рок-н-ролл».
В течение 2004 года «Год Змеи» работал над свежим материалом, также была начата постройка собственной базы-студии «Живая вода», где и планировалось записать новый альбом. Группа выступила на нескольких крупных фестивалях, таких как «Старый мельник».
Весной 2005 года в группе «Год Змеи» произошли изменения: вместо очередного ушедшего гитариста Альберта Назмутдинова пришёл Булат Аминов, ударника Эдуарда Нухова заменил Сергей Печищев. Ярослав Гришай также покинул группу и ей пришлось полностью отказаться от клавишных инструментов. Вследствие таких пертурбаций «Год Змеи» обрёл новое звучание и начал запись альбома «Слова… Осколки» — первая «живая» пластинка, которую вполне можно назвать самой сильной и самой любимой среди поклонников. Группа активно выступала на фестивалях, в их числе «Старый Новый Рок» в Екатеринбурге.

### «Код доступа в Небеса» (2006—2007)
7 апреля 2006 года в Молодёжном театре Уфы состоялась презентация нового альбома «Года Змеи» «Слова… Осколки», прошедшая при полном аншлаге.
Вскоре группу покинул гитарист Булат Аминов, которого ненадолго заменил Михаил Яковлев, ушедший уже в конце года.
В течение 2006 года «Год Змеи» записывал очередной альбом и работал над видеоматериалом, в результате осенью увидел свет двойной релиз: новый альбом «Код доступа в Небеса» и одноимённый сборник видеоклипов и концертных выступлений. Группа выступила на фестивалях «Unifest», «Рок-Огни», «Рок-Коалиция».
25 января 2007 года «Год Змеи» с успехом выступил на региональном рок-фестивале «Знай наших-5», открыв его совместным сетом с известным кураистом-виртуозом Робертом Юлдашевым.
28 апреля состоялся сольный концерт группы, посвящённый её шестому дню рождения, а летом увидел свет первый «живой» DVD-альбом «Года Змеи» — «Шесть&Жесть»
Во второй половине 2007 года группа записала новый студийный альбом «Бабочки... Цветочки», презентация которого состоялась 1 декабря. На нём группа снова обратилась к клавишным: место за синтезатором занял сын Алексея Марковникова Илья.

### «Да пребудет с нами Кинич Ахау!» (2008—2009)
В начале 2008 года группу покинул басист Денис Лаптев, вместо которого пришёл Павел Сагитов.
21 марта состоялся концерт «Семь жизней», посвящённый семилетию группы. В мае «Год Змеи» приступил к записи нового альбома «Кинич Ахау». Параллельно группа работала над акустическим альбомом «Distortion Off. Песни подъездов, дворов и переходов», который увидел свет в октябре. Данный диск группа планировала записать в течение нескольких лет, и, наконец, эта идея была воплощена в жизнь.
«Год Змеи» выступил с серией концертов в Санкт-Петербурге и Москве.
29 ноября — 30 ноября 2008 года победили на рок-фестивале «Оренсток 2008» в Оренбурге в номинации лучшей рок-группы по итогам интернет-голосования. Также на данном фестивале коллектив выступал в оба дня фестиваля.
6 января 2009 года вышел концертный DVD «Семь жизней».
В марте вышел очередной студийный альбом «Кинич Ахау». На презентации альбома, прошедшей 29 марта в РК «Огни Уфы», был снят материал для нового концертного DVD.
В июне, выступая на неофициальном открытии «Уфимского Арбата», группа представила акустическую программу, состоящую из её лучших песен.
В июле группа приступила к записи нового альбома «Плагиат», который сами музыканты охарактеризовали, как «эксперименты со звуком, со стилями (от панка до хеви-метал) и, конечно, с текстами». Одновременно велась работа над третьим концертным DVD группы «Кинич Ахау», который вышел 9 октября.
В конце 2009 года была закончена работа над «Плагиатом». Группа не стала его издавать, а выложила на официальном сайте для свободного скачивания 25 декабря.

### «Змеелов» (2010)
В течение всего 2010 года «Год Змеи» работал над записью нового альбома под названием «Змеелов», своеобразным отчётом за 10 лет творчества группы.
11 апреля 2010 года состоялся совместный концерт с уфимской группой Нечто в РК «Огни Уфы» с программой «Поехали». Данный концерт был отправной точкой ещё двух концертов в Москве (Mezzo Forte) и в Санкт-Петербурге (Цоколь).
26 марта 2011 года в РК «Огни Уфы» в рамках юбилейного концерта состоялась презентация альбома.
Осенью того же года Илья Марковников покинул группу по состоянию здоровья.

## Состав

### Текущий состав
- Алексей Марковников — вокал, музыка, тексты, гитара, программирование (2001-)
- Андрей Водяницкий — гитара (2012-)
- Олег Макаренко — бас-гитара (2018-)
- Руслан Исламов — ударные (2019-)

### Бывшие участники
- Антон Иванов — клавишные (2001—2003)
- Эдуард Нухов — ударные (2001—2005)
- Денис Лаптев — бас-гитара, бэк-вокал (2001—2008)
- Герман «Зак» Орлов — гитара (2001)
- Валерий Мусин — гитара (2001—2002)
- Альберт Назмутдинов — гитара (2002—2005)
- Ярослав Гришай — клавишные (2002—2005)
- Булат Аминов — гитара (2005—2006)
- Илья Марковников — клавишные (2006—2011)
- Михаил Яковлев — гитара (2006). Продолжает принимать участие в студийных записях группы в качестве сессионного гитариста
- Влад Галеев — администратор, концертный директор (2006—2008)
- Виталий Двоеглазов — администратор, концертный директор (2008—2010)
- Мария Хмельницкая — администратор, PR-менеджер (2011—2012)
- Альбина Шафеева — скрипка (2011—2012)
- Павел Сагитов — бас-гитара (2008-2018)
- Сергей Печищев — ударные (2005-2019)
- Андрей Арямнов — звукорежиссёр (2001-2018)

## Дискография

### Студийные альбомы
- 2006 — «Слова… Осколки»